# Dinamarca en los Juegos Olímpicos de Río de Janeiro 2016
Dinamarca estuvo representada en los Juegos Olímpicos de Río de Janeiro 2016 por un total de 121 deportistas que compitieron en 16 deportes. Responsable del equipo olímpico es el Comité Olímpico Nacional de Dinamarca, así como las federaciones deportivas nacionales de cada deporte con participación.
La portadora de la bandera en la ceremonia de apertura fue la tenista Caroline Wozniacki.

## Medallistas
El equipo olímpico de Dinamarca obtuvo las siguientes medallas:
| Nombre                                                               | Deporte            | Competición                   |
| -------------------------------------------------------------------- | ------------------ | ----------------------------- |
| Oro                                                                  |                    |                               |
| Equipo                                                               | Balonmano          | Torneo M                      |
| Pernille Blume                                                       | Natación           | 50 m libre F                  |
| Plata                                                                |                    |                               |
| Sara Petersen                                                        | Atletismo          | 400 m vallas F                |
| Christinna Pedersen Kamilla Rytter Juhl                              | Bádminton          | Dobles F                      |
| Jakob Fuglsang                                                       | Ciclismo en ruta   | Ruta M                        |
| Mark Madsen                                                          | Lucha grecorromana | 75 kg M                       |
| Emma Jørgensen                                                       | Piragüismo         | K1 500 F                      |
| Jacob Barsøe Jacob Larsen Kasper Jørgensen Morten Jørgensen          | Remo               | 4 sin timonel ligero (LM4X) M |
| Bronce                                                               |                    |                               |
| Viktor Axelsen                                                       | Bádminton          | Individual M                  |
| Lasse Norman Hansen Niklas Larsen Frederik Madsen Casper von Folsach | Ciclismo en pista  | Persecución por eqs. M        |
| Lasse Norman Hansen                                                  | Ciclismo en pista  | Omnium M                      |
| Mie Nielsen Rikke Møller Pedersen Jeanette Ottesen Pernille Blume    | Natación           | 4 × 100 m estilos F           |
| Hedvig Rasmussen Anne Andersen                                       | Remo               | Dos sin timonel (W2-) F       |
| Anne-Marie Rindom                                                    | Vela               | Laser Radial F                |
| Jena Hansen Katja Salskov-Iversen                                    | Vela               | 49er FX F                     |